# Synthetonychia glacialis
Synthetonychia glacialis is een hooiwagen uit de familie Synthetonychidae.